# On a Plain
On a Plain är en låt av grungebandet Nirvana från USA. Den utkom 1991 som singel. Kurt Cobain, som skrev låten, sa i en intervju år 1993 att den handlar om många olika saker, bland annat hans utanförskap som tonåring, hans relation till sina föräldrar och obeskrivliga känslor. Cobain skrev låten 1990 och den spelades in för första gången den 1 januari 1991 med producenten Craig Montgomery i Seattle. Den spelades live för första gången den 29 maj 1991 i Los Angeles. Låten har även spelats in för Nevermind, MTV Unplugged in New York och konsertklipp från Roskildefestivalen den 26 juni 1992, när bandet uppträdde med "On a Plain", kom med på videoalbumet Live! Tonight! Sold Out!!. 2011 placerade New Musical Express "On a Plain" på plats 3 på listan "Nirvana: Ten Best Songs". Texten
"One more special message to go, then I'm done, then I can go home" från "On a Plain" används som ett avslutande citat i dramadokumentären Soaked in Bleach. Reggaeartisten Little Roy har spelat in en coverversion av "On a Plain" på sitt Nirvana-inspirerade album Battle for Seattle. "On a Plain" hamnade på plats tio över de 20 mest spelade Nirvana-låtarna någonsin i Storbritannien, vilket var en lista framtagen av Phonographic Performance Limited för att hedra Cobains 50-årsdag den 20 februari 2017. På hyllningsalbumet Smells Like Bleach: A Punk Tribute to Nirvana var det Agent Orange som framförde "On a Plain" och Pygmy Lush spelade in en cover av låten för hyllningsalbumet Whatever Nevermind.

## Låtlista
Alla låtar är skrivna och komponerade av Kurt Cobain, om inte annat anges. 
| Nr | Titel      | Längd |
| -- | ---------- | ----- |
| 1. | On a Plain | 3:12  |